# 曾湘泉
曾湘泉，中国人民大学中国就业研究所所长，2011年度长江学者特聘教授，研究领域包括就业与失业测量、大数据与就业市场监测等。曾湘泉还担任中国人才学会副会长、工资福利专业会会长，中国就业促进会副会长，中国劳动学会劳动科学教育分会会长等职。